# Проект Хабаккук (авианосец)
«Хабаккук» (англ. Project Habakkuk — Хабаккук) — проект британских кораблестроителей по созданию крупнейшего авианосца из пайкерита (замороженной смеси 86 % воды и 14 % древесных опилок) для использования против немецких подводных лодок в центральной части Атлантики, недоступной для авиации берегового базирования. Идея исходила от Джеффри Пайка, который работал в Штабе межвойсковых операций. После многообещающих масштабных испытаний и создания прототипа на озере Патриция (англ., Национальный парк Джаспер, Альберта, Канада), проект был отложен из-за растущих затрат, дополнительных требований, а также появления самолетов дальней авиации и эскортных авианосцев с противолодочными сонарами, закрывших среднеатлантический «разрыв» военного сопровождения, который должен был устранить проект Хабаккук.

## История

### Первоначальная концепция
Джеффри Пайк был старым другом Джона Десмонда Бернала. Министр Кабинета, Леопольд Эмери, рекомендовал Пайка Луису Маунтбеттену, начальнику отдела совместных операций. Пайк работал в штабе объединенных операций (COHQ) вместе с Берналом и по мнению Маунтбеттена являлся гением. Пайк задумал проект «Хабаккук», когда он находился в Соединенных Штатах, организовывая производство гусеничного снегохода, Studebaker M29 «Weasel», предназначенного для военного использования во время зимних операций в Норвегии, Румынии и итальянских Альпах. Он рассматривал вопрос о том, как защитить морские десанты и атлантические конвои вне досягаемости самолетов. Проблема заключалась в том, что стали и алюминия не хватало, и они были необходимы для других целей. Пайк решил, что ответом будет лёд, энергетические затраты на производство которого в 100 раз меньше затрат на производство эквивалентной массы стали. Он предложил выровнять айсберг, природный или искусственный, чтобы обеспечить взлетно-посадочную полосу, выдолбить его для укрытия самолетов и снабдить вмороженными в борта мотогондолами.
Из Нью-Йорка Пайк отправил предложение через дипломатическую почту в COHQ с пометкой, лично в руки Маунтбеттену. Маунтбеттен, в свою очередь, передал предложение Пайка Черчиллю, который был в восторге от него.
Пайк был не первым, кто предложил плавучий промежуточный пункт остановки для самолетов, и даже не первым, кто предположил, что такой плавучий остров может быть сделан изо льда. Немецкий ученый, доктор А. Герке из Вальденбурга, предложил эту идею и провёл несколько предварительных экспериментов на Цюрихском озере в 1930 году.

### Кодовое название и орфография
В то время в официальных документах кодовое название проекта часто неправильно писалось. Это, возможно, было собственной ошибкой Пайка, так как по крайней мере один ранний документ, написанный им (хотя и без подписи), записал название именно так. Тем не менее, послевоенные публикации людей, связанных с проектом, таких как Перутз и Гудив, восстанавливают правильное написание с одной «б» и тремя «к». Название является ссылкой на амбициозную цель проекта: «Посмотрите между народами и внимательно вглядитесь, и вы сильно изумитесь; ибо Я сделаю во дни ваши такое дело, которому вы не поверили бы, если бы вам рассказывали». Библия: Аввакум 1: 5

### Пайкерит
В начале 1942 года Пайк и Бернал вызвали Макса Перуца, чтобы определить, достаточно ли быстро вырастет ледяное поле, необходимое для того, чтобы выдержать атлантические условия. Перуц отметил, что природные айсберги имеют слишком малую поверхность над водой для взлётно-посадочной полосы и склонны к внезапному опрокидыванию. Проект был бы заброшен, если бы не изобретение пайкерита, смеси воды и древесной массы, которая при замерзании была прочнее, существенно медленнее таяла и не так сильно погружалась, как природный лёд. Проект был разработан его правительственной группой и назван в честь Пайка. Было высказано предположение, что Пайк был вдохновлен инуитскими санями, усиленными мхом.
Пайкерит можно было обрабатывать как дерево и отливать в формы как металл, а при погружении в воду образовывать на его поверхности изолирующую оболочку из влажной древесной массы, которая защищала его внутренности от дальнейшего плавления. Тем не менее Перуц обнаружил проблему: лед медленно течёт в так называемом пластическом потоке, и его испытания показали, что судно из пайкерита будет медленно провисать, если его не охладить до −16 ° C (3 ° F). Для этого поверхность корабля должна быть защищена изоляцией, а для этого потребуется холодильная установка и сложная система воздуховодов. Перуц продолжил проводить эксперименты на жизнеспособность пайкерита и его оптимального состава в секретном месте.

### Макет

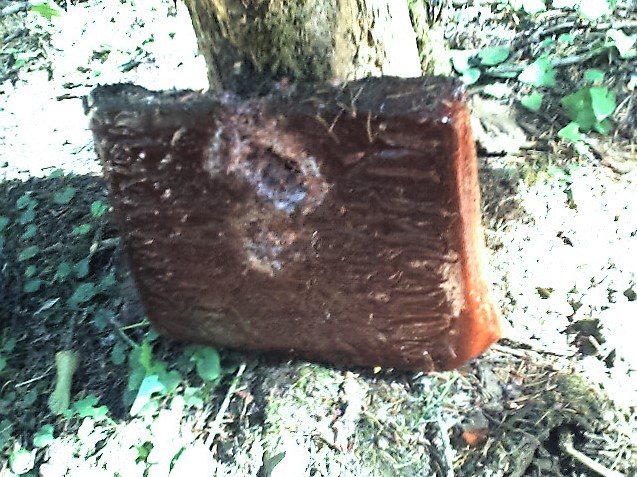
Блок из Пайкерита

Было принято решение построить крупномасштабную модель в национальном парке Джаспер в Канаде, чтобы изучить методы изоляции и охлаждения, а также посмотреть, как пайкерит будет противостоять артиллерии и взрывчатым веществам. Большие ледяные глыбы были заготовлены на озере Луиза, в провинции Альберта, а небольшой прототип был построен на озере Патриция, Альберта, размером всего 60 на 30 футов (18 метров на 9 метров), весом 1000 тонн и был заморожен с помощью двигателя мощностью в одну лошадиную силу.
Канадцы были уверены, что построят судно к 1944 году. Им были доступны необходимые материалы в виде 300 000 тонн древесной массы, 25 000 тонн древесно-волокнистой изоляции, 35 000 тонн древесины и 10 000 тонн стали. Стоимость оценивалась в 700 000 фунтов стерлингов.
Тем временем Перуц определил в своих экспериментах на Смитфилд-маркет, что оптимальные структурные свойства были получены при использовании смеси из 14 % древесной массы и 86 % воды. Он написал Пайку в начале апреля 1943 года и указал, что, если в мае некоторые испытания не будут завершены, у него не будет возможности доставить законченный корабль к 1944 году.
К маю проблема холодного течения стала серьезной, и было очевидно, что потребуется больше стальной арматуры, а также более эффективная изоляционная оболочка вокруг корпуса судна. Это привело к увеличению сметы расходов до 2,5 млн фунтов стерлингов. Кроме того, канадцы решили, что нецелесообразно пытаться реализовать проект «в наступающем сезоне». Бернал и Пайк были вынуждены прийти к выводу, что в 1944 году ни один корабль Хабаккука не будет готов.
Из-за разногласия Пайка с американским персоналом в Project Plough, он был исключен из дальнейшего участия в проекте.
Военно-морские архитекторы и инженеры продолжали работать над проектом вместе с Берналом и Перуцем в течение лета 1943 года. Требования к судну стали более жёсткими: дальность действия судна должна была быть не менее 7000 миль (11 000 км),  корпус судна должен был выдержать самые большие зарегистрированные волны. Адмиралтейство также хотело, чтобы проектируемое судно было торпедостойким, что означало, что корпус должен был быть по крайней мере 40 футов (12 метров) толщиной.
Военно-воздушные силы флота решили, что тяжелые бомбардировщики должны иметь возможность взлетать с него, а это означало, что полётная палуба должна была быть 610 метров (2000 футов). Управление также вызвало проблемы. Первоначально предполагалось, что корабль будет управляться путем изменения скорости двигателей с обеих сторон, но Королевский флот решил, что руль необходим. Однако проблема установки и управления рулём высотой более 30 метров так и не была никогда решена.

## Конец проекта
Последнее заседание совета директоров проекта «Хабаккук» состоялось в декабре 1943 года. Официально был сделан вывод о том, что Хабаккук, изготовленный из пайкерита, признан нецелесообразным из-за огромных производственных ресурсов и технических трудностей».
Потребовалось три жарких лета, чтобы полностью растопить прототип, построенный в Канаде. «Хабаккук» стал просто плавучим островом.